# Düstermühlenmarkt
Der Düstermühlenmarkt ist einer der größten Vieh- und Krammärkte des Münsterlandes. Er findet einmal im Jahr am letzten Montag im August sowie dem vorhergehenden Samstag und Sonntag im Legdener Ortsteil Wehr an der Düstermühle statt. Er besitzt eine jahrhundertealte Tradition, auch heute noch werden dort Pferde per Handschlag gehandelt. Neben der einheimischen Bevölkerung zieht er auch viele Besucher aus den nahen Niederlanden und dem Ruhrgebiet an: Nach Angaben der Veranstalter sowie des Verkehrsvereins Legden zählt der Markt jährlich bis zu 80.000 Besucher.
Neben Tieren wie Pferden, Ponys, Ziegen, Geflügel und Kleintieren aller Art werden auch Textilien, Haushaltswaren, Werkzeuge, Landmaschinen, Gartenmöbel, Reiterbedarf, Haushaltschemikalien und vieles mehr gehandelt. Ein Unterhaltungsangebot mit Fahrgeschäften, Schieß- und Verlosungsbuden sowie Imbissstände ergänzen den landwirtschaftlichen Markt.
Die erste offizielle Erlaubnis zur Durchführung des Marktes wurde im Jahr 1768 erteilt.